# Fuga de Absolom
No Escape (br/pt: Fuga de Absolom ) é um filme estadunidense, do ano de 1994, dos gêneros ficção científica e ação, dirigido por Martin Campbell. Foi baseado no livro de Richard Herley chamado "The Penal Colony".

## Enredo
No ano de 2022, após ter matado seu oficial superior, Robbins é condenado em um tribunal militar e enviado para cumprir a pena em uma prisão de segurança máxima. Nesta prisão, envolve-se em uma briga, quase matando o diretor, sendo então enviado para uma ilha presidio onde, impera a lei do mais forte. Nesta ilha primitiva e isolada não existem regras ou controles e, os prisioneiros acabaram por se dividir em dois grupos que estão em conflito permanente. Robbins se integra a um destes grupos, liderado por um homem chamado simplesmente de O Pai e, entra em luta com o grupo rival que é constituido dos piores e mais violentos elementos da prisão.

## Elenco
| Nome              | Personagem           |
| ----------------- | -------------------- |
| Ray Liotta        | Capitão J.T. Robbins |
| Lance Henriksen   | O Pai                |
| Stuart Wilson     | Walter Marek         |
| Kevin Dillon      | Casey                |
| Kevin J. O'Connor | Stephano             |
| Don Henderson     | Killian              |
| Ian McNeice       | King                 |
| Jack Shepherd     | Dysart               |
| Michael Lerner    | Diretor              |
| Ernie Hudson      | Hawkins              |
| Russell Kiefel    | Iceman               |
| Brian M. Logan    | Scab                 |
| Cheuk-Fai Chan    | Skull                |
| Machs Colombani   | Ratman               |
| David Argue       | Companheiro de cela  |
| Stephen Shanahan  | Prisioneiro gritando |
| Dominic Bianco    | Ralph                |
| Justin Monjo      | Técnico #1           |
| Brandon Burke     | Técnico #2           |
| Stan Kouros       | NCO                  |
| Ron Vreeken       | Biker                |
| Scott Lowe        | Skinhead             |
| Colin Moody       | Estranho #1          |
| Richard Carter    | Sentinela dormindo   |
| Boris Brkic       | Guarda do hotel #1   |
| David Wenham      | Guarda do hotel #2   |
| Vic Wilson        | Oficial militar      |
| Chris Hargreaves  | Guarda da prisão #1  |
| Jim Richards      | Carrasco             |
| Wilfred Woodrow   | Atirador de bola     |
| Greg Robinson     | Homem na árvore      |
| Paul Witton       | Atirador de faca     |
| Steven Spinaze    | Co-piloto            |
| Serge Dekin       | Piloto               |
| Ric Herbert       | Informante #1        |
| James Costas      | Informante #2        |
| Barry Duffield    | Guarda da prisão #2  |

## Premiações
- Indicado

Academy of Science Fiction, Fantasy & Horror Films
Categoria Melhor Filme de Ficção Científica